# サアドゥッディーン・サーヴァジー
サアドゥッディーン・サーヴァジー（ペルシア語：سعدالدین ساوجی Saʿd al-Dīn Sāvajī、? - 1312年）は、14世紀のイルハン朝のワズィール（宰相）。

## 生涯

### ワズィールとなる
1298年、副王アミール・ノウルーズの死後、ガザン・ハンは自ら政務をとった。サドルッディーン・ザンジャーニーはワズィールの地位に返り咲いたが、グルジア王国から帰った将軍クトルグ・シャーにグルジアの財務について追及されたため、ガザン・ハンにはクトルグ・シャーたちがグルジアを破壊したと嘘をついた。それ以降ガザン・ハンがクトルグ・シャーに不満の態度をとるようになったので、クトルグ・シャーはサドルッディーンに「スルターン（ハン）にデマを流したのは誰か？」と聞いたところ、「医師のラシードゥッディーンだ」と答えた。さらにクトルグ・シャーはラシードゥッディーンにそのことを問うと、ラシードは身に覚えがないとし、逆にラシードが「誰がそんなことを言ったのだ？」と言うと、クトルグ・シャーは答えなかった。そのためラシードはガザン・ハンにそのことを告げるとガザンはクトルグ・シャーを呼びつけて問いただし、そこでようやくサドルッディーンが元凶だとわかり、サドルッディーンとその弟クトブッディーンを逮捕・処刑した。9月11日、ガザン・ハンはサーヴァ出身のホージャ・サアドゥッディーンを新たなワズィールに任命した。

### 第三次シリア遠征に随行
1303年1月、3度目のシリア遠征が開始され、3月18日ガザン・ハンはラフバト城下に到着し、その守将アーラムッディーン・スィンジャール・アル＝ガトミーは住民とともに籠城したため、アミール・スタイとワズィールのサアドゥッディーン、医師のラシードゥッディーンは降伏を勧告するために派遣した。ラシードは降伏文をアラブ語で書いてアーラムッディーンに送ると、翌日アーラムッディーンは開城して降伏した。

### ガザン・ハンの信頼を受ける
ガイハトゥ・ハンの長子アラーフランクを奉じて謀反を起こそうとしたシャイフ・ピール・ヤクーブ一味を逮捕し処刑したことによって、サアドゥッディーンはますます信頼され、ガザン・ハンより千戸長の地位と、トク（纛）とクルカ（太鼓）を賜った。

### オルジェイトゥ・ハン政権下
1304年5月にガザン・ハンが薨去すると、その弟オルジェイトゥが第8代イルハンに即位した。オルジェイトゥ・ハンは軍事の管轄を将軍クトルグ・シャーとチョバンに委ね、彼らをモンゴル・ウルスのアミール（首長）となし、財政の管轄をワズィールのラシードゥッディーンとサアドゥッディーンに委ねてタジク系臣民に対する権限も付与し、ワクフ監督総監としてクトルグ・カヤとバハーウッディーン・ヤークーブに委ねた。
ある時期からオルジェイトゥ・ハンのお気に入りとなったアリー・シャーに対し、サアドゥッディーンは嫉妬した。サアドゥッディーンはこれを遠ざけるため、彼にバグダードの官営工匠府総管の職を授けた。アリー・シャーはオルジェイトゥ・ハンに随行して新都スルターニーヤに赴き、かつて見たこともない壮麗なバザール、その他の建築物を建てさせた。これにオルジェイトゥ・ハンを喜ばせ、アリー・シャーへの寵愛はさらに増大した。これに対し、サアドゥッディーンはいかなる場合でもアリー・シャーを軽んじたが、一方で別のワズィールであるラシードゥッディーンはアリー・シャーに尊敬の念を示して常にへつらった。

### 着服と処刑
オルジェイトゥ・ハンはかつてサアドゥッディーンに諸州の収入に対して割付証書を発行することおよび年金と報酬を支払うことを禁止した。オルジェイトゥ・ハンはサアドゥッディーンが徴収した資金を自分に手渡すように要求したが、入手できなかったため怒った。このころ、サアドゥッディーンは使用人の数を増やしており、彼への請願書を提出する場合は35人の役人を通さねばならず、かつ賄賂を贈らねばならなかった。そのためこれらの役人のために国家の歳入を使い込み、その額は3千ドラクマにも達していた。
1312年、あるとき、両ワズィールの使用人が互いに国庫を食い物にしていると罵り合っていた。これを見たサアドゥッディーンは二人に口止めし、スルターン（オルジェイトゥ）の歳入に関するどんな小さいことでも、これ以上口にしないことを誓わせた。このことを聞いたラシードゥッディーンはすぐにオルジェイトゥ・ハンに報告し、サアドゥッディーンが国庫の着服をしていることを告発した。2月19日、オルジェイトゥ・ハンはサアドゥッディーンを逮捕すると彼の使用人の罪状を調査するよう命じ、使用人の5名を死刑に処すとともにサアドゥッディーンをも処刑した。彼らの財産はすべて没収され、属吏と手先は拷問を受けた結果、莫大な金額を奪い取られた。
オルジェイトゥ・ハンはサアドゥッディーンの後任としてアリー・シャーをワズィールに登用した。